# Ad-Diba
Mohamed Al-Attar, conocido también como Ad-Diba (en árabe: محمد دياب العطار‎‎ Alejandría, Egipto, 17 de noviembre de 1927-Alejandría, Egipto, 30 de diciembre de 2016) fue un futbolista y árbitro de fútbol de Egipto que jugó en la posición de delantero centro.

## Carrera

### Club
Jugó toda su carrera con el Al-Ittihad Alexandria Club de 1944 a 1958, con el que anotó 81 goles y ganó la Copa de Egipto en 1948.

### Selección nacional
Jugó para Egipto en 19 ocasiones de 1948 a 1957 y anotó 17 goles, ganó los Juegos Árabes de 1953, la Copa Africana de Naciones 1957 y participó en dos ediciones de los Juegos Olímpicos.

## Árbitro
Como árbitro dirigió la final de la Copa Africana de Naciones 1968 y de la Copa de Naciones del Golfo de 1972, También dirigió en los Juegos Olímpicos de Montreal 1976.

## Muerte
En septiembre de 2016 se reportó que padecía de la enfermedad de Alzheimer y estaba en condición crítica en un hospital en Alejandría. Falleció el 30 de diciembre de 2016 a los 89 años.

## Logros

### Club
- Copa de Egipto (1): 1948

### Selección nacional
- Juegos Árabes (1): 1953
- Copa Africana de Naciones (1): 1957

### Individual
- Goleador de la Copa Africana de Naciones 1957.
- Mejor jugador de la Copa Africana de Naciones 1957.
- Incluido por la CAF en la lista de los 200 mejores futbolistas africanos.[6]